# Chäserrugg
Chäserrugg är en bergstopp i Schweiz. Den ligger i distriktet Wahlkreis Sarganserland och kantonen Sankt Gallen, i den östra delen av landet. Toppen på Chäserrugg är 2 262 meter över havet. Chäserrugg ingår i Churfirsten.
Terrängen runt Chäserrugg är huvudsakligen bergig. Den högsta punkten i närheten är Hinterrugg, 2 306 meter över havet, direkt väster om Chäserrugg.
I omgivningarna runt Chäserrugg förekommer i huvudsak kala bergstoppar och gräsmarker.